# Slovenska Bistrica
Slovenska Bistrica este un oraș din comuna Slovenska Bistrica, Slovenia, cu o populație de 7.454 de locuitori.